# آدام لو فوندر
آدام لو فوندر (انگلیسی: Adam le Fondre؛ زادهٔ ۲ دسامبر ۱۹۸۶) بازیکن فوتبال اهل بریتانیا است.
از باشگاه‌هایی که در آن بازی کرده‌است می‌توان به باشگاه فوتبال ردینگ، باشگاه فوتبال بولتون واندررز، باشگاه فوتبال ولورهمپتون واندررز، باشگاه فوتبال استوک‌پورت کانتی، باشگاه فوتبال روترهام یونایتد، باشگاه فوتبال روچدیل، باشگاه فوتبال کاردیف سیتی، و باشگاه فوتبال ویگان اتلتیک اشاره کرد.

## افتخارات
ردینگ
- قهرمان چمپیونشیپ: ۲۰۱۱–۱۲

بولتون واندررز
- لیگ یک فوتبال انگلستان نایب قهرمان: ۲۰۱۶–۱۷

اف‌سی سیدنی
- قهرمان ای-لیگ: ۲۰۱۸–۱۹

انفرادی
- بازیکن ماه لیگ برتر فوتبال انگلستان: ژانویه ۲۰۱۳[۴]